# Szepetówka (stacja kolejowa)
Szepetówka (ukr. Шепетівка, ros. Шепетовка) – węzłowa stacja kolejowa w miejscowości Szepetówka, w rejonie szepetowskim, w obwodzie chmielnickim, na Ukrainie.
Stacja powstała w czasach carskich na drodze żelaznej brzesko-kijowskiej pomiędzy stacjami Sławuta a Chrolin. W okresie międzywojennym na stacji odbywały się sowieckie kontrole celno-paszportowe składów podążających z i do Polski przez przejście w Krzewinie. Kontrole po stronie polskiej odbywały się w Zdołbunowie.